# Södra Hälsinglands domsaga
Södra Hälsinglands domsaga var en domsaga i Gävleborgs län. Den bildades 1771 när Hälsinglands domsaga delades. 
1831 utbröts en del till den 1820 bildade Västra Hälsinglands domsaga. 
1907 upplöstes denna domsaga och verksamheten övertogs av Bollnäs domsaga och Sydöstra Hälsinglands domsaga.
Domsagan lydde under Svea hovrätt. 

## Tingslag
Vid bildandet löd sex tingslag under domsagan, men detta antal minskades till två den 1 januari 1877. 

### Från 1771
- Hanebo tingslag
- Norrala tingslag
- Bollnäs tingslag
- Alfta tingslag
- Arbrå tingslag (överfördes 1831 till Västra Hälsinglands domsaga)
- Järvsö tingslag (överfördes 1831 till Västra Hälsinglands domsaga)

### Från 1877
- Södra Hälsinglands östra tingslag
- Södra Hälsinglands västra tingslag